# Саймон Дікі
Саймон Дікі (англ. Simon Dickie, 31 березня 1951 — 13 грудня 2017) — новозеландський академічний веслувальник.
Олімпійський чемпіон 1968 (розпашні четвірки зі стерновим), 1972 (вісімки) років, бронзовий призер 1976 року в складі вісімки.
Бронзовий призер Чемпіонату світу 1970 року в складі вісімки.
Чемпіон Європи 1971 року в складі вісімки.